# RS-634
De RS-634 is een regionale verbindingsweg in de deelstaat Rio Grande do Sul in het zuiden van Brazilië. De weg ligt in de gemeente Dom Pedrito. Ze loopt vanaf de BR-293 en de RS-630 via de plaats om na een lengte van 16 kilometer te eindigen zonder verdere aansluiting op doorgaande wegen.
RS-241 · RS-518 · RS-602 · RS-630 · RS-634 · RS-640 · RS-699 · RS-734